# Sébastien Xhrouet
Sébastien Xhrouet est un nageur handisport belge, né le 25 février 1977 à Quetzaltenango (Guatemala). Il a été médaillé à de nombreuses reprises dans des compétitions internationales handisport : médaille d'argent en 200 m 4 nages aux Jeux paralympiques de Barcelone en 1992, record du monde et médaille d'or aux championnats du monde à Malte en 1994, deux fois médaillé d’argent aux Jeux paralympiques d’Atlanta en 1996 aux 200 mètres quatre nages et 400 mètres libre.

## Biographie
Ce liégeois est né en 1977 de l’union de Paul Xhrouet, professeur de philosophie et peintre (1989), et Josiane Monfort.
Sébastien Xhrouet est le premier non valide à être diplômé (2003) en éducation physique de l’Université catholique de Louvain (UCL). Il fut un des parrains de l’opération de solidarité Cap 48, « Pour que le handicap ne soit plus un handicap, Ensemble, même si on est différent! », en octobre 2003.
Il fut entraîneur de l’équipe nationale belge aux Jeux paralympiques d’Athènes en 2004 où elle remporta sept médailles dont trois d’or.
« […] Cependant à la source de leurs plus grandes victoires, il y a sans doute leur souci d'intégration. Les plus grands noms de la natation pour handicapés s'entraînent tous au sein de clubs valides. Au contact des valides, la difficulté monte d'un cran, mais elle entraîne avec elle une motivation accrue. Sébastien Xhrouet, comme beaucoup, l'a compris depuis longtemps et n'hésite jamais à se mesurer à des valides, aux entraînements comme en compétition.
« J’ai marché jusqu’à l’âge de 12 ans. Après une longue opération à la colonne vertébrale, je me suis retrouvé dans une chaise roulante. Deux options s’offraient à moi : me replier sur moi-même ou me battre. C’est la deuxième que j’ai choisie […] Je voudrais transmettre mon expérience de nageur de compétition et celle acquise à l’université ». Son handicap: Spina bifida myéloméningocèle et syndrome de moëlle attachée.
Il est entraîneur de l’équipe nationale belge handisport et professeur « Éducation physique, valide et handicap » en ergothérapie à l’Institut Supérieur pour les Carrières Auxiliaires de la Médecine (IESCAM).

## Palmarès
- 3 fois médaillé d'argent aux Jeux paralympiques
- 1 fois champion du monde

### Records
- 100 m papillon (1.25.78)
- 400 m nage libre (5.12.72) RB
- 100 m nage libre (1.09.27)  RB
- 50 m nage libre (32.39).
- 200 m quatre nages (3.01.44) RM et RB